# Тио, Ирис
Ирис Тио (род. 2 ноября 2002, Барселона) — испанская синхронистка, бронзовый призёр летних Олимпийских игр 2024 года, четырёхкратная чемпионка мира, двукратная чемпионка III Европейских игр 2023 года, четырёхкратная чемпионка Европы, призёр чемпионатов мира и Европы. Участница летних Олимпийских игр 2020 и 2024 годов.

## Карьера
В 2018 и 2020 годах на чемпионатах Европы завоевывала две бронзовые медали в командных соревнованиях.
На чемпионате мира 2023 года в Фукуоке стала чемпионкой в командном соревновании, ещё две бронзовые медали завоевала в соло и дуэте в технической программе.
В феврале 2024 года на чемпионате мира в Дохе завоевала две медали: бронзовую медаль в выступлениях дуэта в технической программе, а серебро в технической программе среди команд.
В 2025 году на чемпионате мира в Сингапуре завоевала три золотые медали, одну из которых в сольном выступлении в произвольной программе.